# Viticulture en Australie

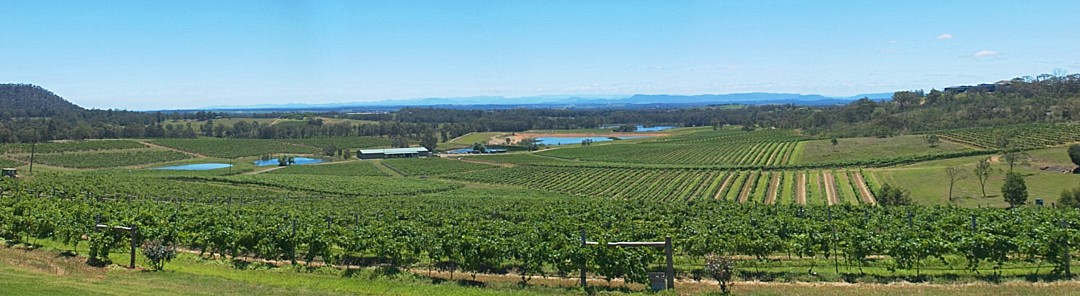
Vignobles dans la vallée de Hunter

Introduite en 1788, en Nouvelle-Galles du Sud, la vigne se répandit au XIXe siècle dans beaucoup de régions du pays, mais le vignoble demeure concentré dans le sud-est et l'extrême sud, des régions ensoleillées mais, relativement fraîches.
La viticulture australienne est en 2005, la quatrième exportatrice avec une croissance de 80 % lors des cinq dernières années. Les Australiens semblent avoir assimilé mieux que quiconque les règles du marketing. Leurs vins d'exportation qui représentent 60 % du volume, dont la production est à 80 % dans les mains de quatre grandes entreprises vinicoles, sont issus majoritairement de mélanges en provenance des diverses régions de production. La concentration capitalistique dans ce secteur atteint, comme en Californie un niveau inégalé. Cependant, des domaines de plus petites tailles et familiaux, bien qu'en petit nombre, produisent eux des vins de qualité.

## Histoire

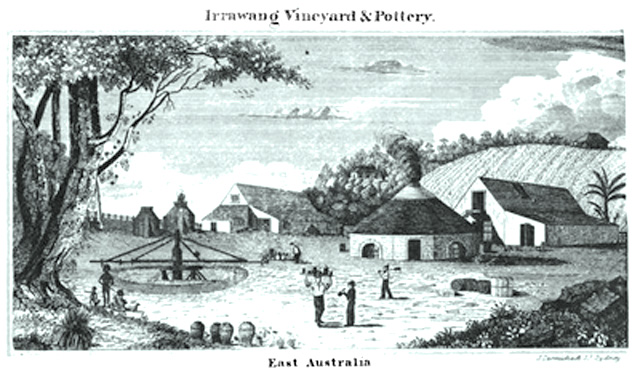
Vignoble de Carmichael Irrawang en 1839

La flotte, commandée par l'anglais Arthur Phillip, qui accoste le 26 janvier 1788 à l'emplacement de la ville actuelle de Sydney, transporte diverses espèces de plantes que les colons vont essayer d'acclimater. Les premiers pieds de vignes, plantés à l'emplacement du jardin botanique de Sydney, ne produisent pas de vin car souffrant de l'humidité. Ils s'acclimatent toutefois à une trentaine de kilomètres à l'intérieur des terres. En 1791, un vignoble d'un hectare existe à Parramatta, à une vingtaine de kilomètres de Sydney.

### Introduction de la syrah en Australie
En 1831, l'Écossais James Busby, souvent appelé « le père de la viticulture australienne », revint en Europe pour recueillir des boutures de vignes, principalement en France et en Espagne afin d'améliorer le vignoble australien. Il revint avec environ 20 000 pieds de vignes de plus de 500 variétés différentes.  Une des variétés collectées était la syrah, bien que Busby ait utilisé deux orthographes fantaisistes Scyras et Ciras. Les boutures furent plantées dans les Jardins botaniques royaux de Sydney, et la vallée Hunter, puis, en 1839, introduites en Australie-Méridionale. Depuis les années 1860, la syrah est devenue une des variétés les plus importantes en Australie. Elle y est désormais aussi appelée Shiraz.

## Vignoble australien

Carte des vignobles australiens

Réparti en six régions, le vignoble est principalement localisé sur les côtes, au Sud-Est, ainsi que dans une région au Sud-Ouest, là où les conditions climatiques sont plus acceptables pour la viticulture. Il existe d'un bout à l'autre une grande variété de terroirs,.

### Australie-Méridionale

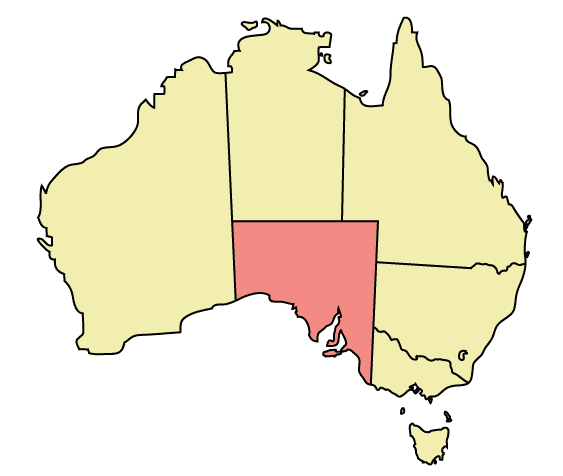
Australie méridionale.

L'Australie-Méridionale est une région viticole particulièrement sèche, avec 484 mm de précipitations annuelles en moyenne.
|         | Zones viticoles et sous-régions de l'Australie-méridionale | Zones viticoles et sous-régions de l'Australie-méridionale | Zones viticoles et sous-régions de l'Australie-méridionale             | Zones viticoles et sous-régions de l'Australie-méridionale                    | Zones viticoles et sous-régions de l'Australie-méridionale | Zones viticoles et sous-régions de l'Australie-méridionale |
| ------- | ---------------------------------------------------------- | ---------------------------------------------------------- | ---------------------------------------------------------------------- | ----------------------------------------------------------------------------- | ---------------------------------------------------------- | ---------------------------------------------------------- |
| Zone    | Barossa                                                    | Mount Lofty Ranges                                         | Fleurieu                                                               | Limestone Coast                                                               | Lower Murray Zone                                          | Far North Zone                                             |
| Régions | - Barossa Valley - Eden Valley                             | - Adelaide Hills - Adelaide Plains - Clare Valley          | - Kangaroo Island - Langhorne Creek - McLaren Vale - Southern Fleurieu | - Coonawarra - Mount Benson - Mount Gambier - Padthaway - Robe - Wrattonbully | Riverland                                                  | Southern Flinders Ranges                                   |

### Australie-Occidentale

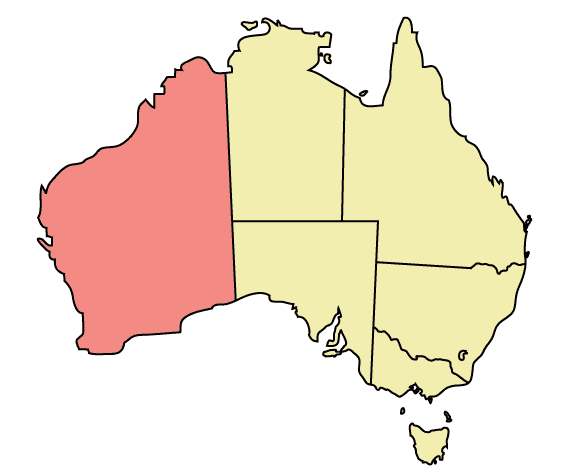
Australie occidentale

Les vignobles sont situés exclusivement dans la pointe Sud de l'Australie-Occidentale (Western Australia), où les précipitations annuelles sont de 759 mm en moyenne, elle est aussi une des plus chaudes, la température atteignant souvent 38 °C en été.
- Blackwood valley
- Geographe
- Great Southern
  - Albany
  - Denmark
  - Frankland River
  - Mount Barker
  - Porongurup

- Manjimup
- Margaret River
- Peel
- Pemberton
- Perth hills
- Swan Valley

### Nouvelle-Galles-du-Sud
- Canberra District
- Cowra
- Gundagai
- Hastings River
- Hilltops
- Hunter Valley

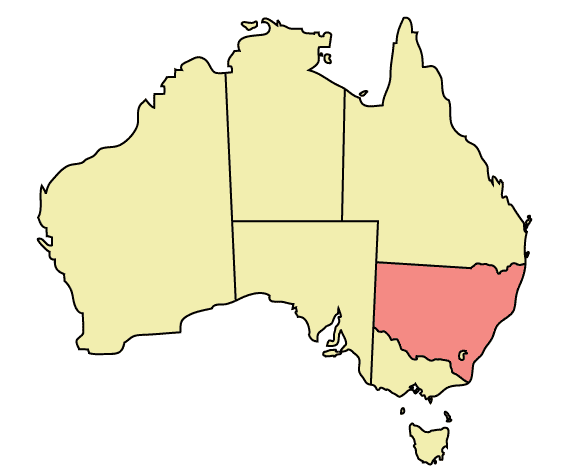
Nouvelle Galles du Sud

- Murray Darling (en partie dans la Victoria)
- Mudgee
- New England Australia
- Orange
- Pericoota
- Riverina
- Shoalhaven Coast
- Southern Highlands
- Swan Hill (en partie dans la Victoria)
- Tumbarumba

### Tasmanie

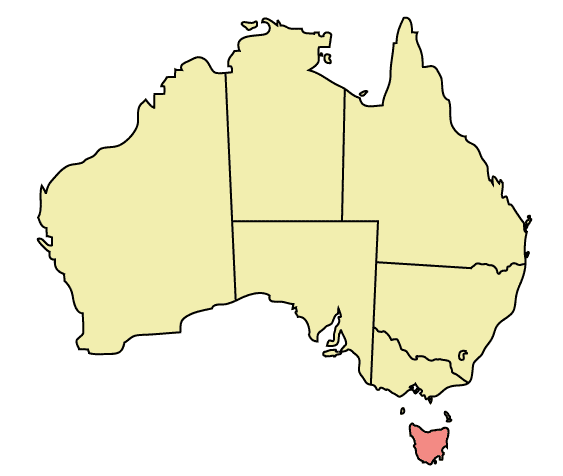
Tasmanie

La Tasmanie, île située le plus au sud de l'Australie, comporte des sous-régions viticoles non reconnues officiellement : 
- Coal River
- Derwent Valley
- East Coast
- North Coast
- Pipers River
- Tamar Valley

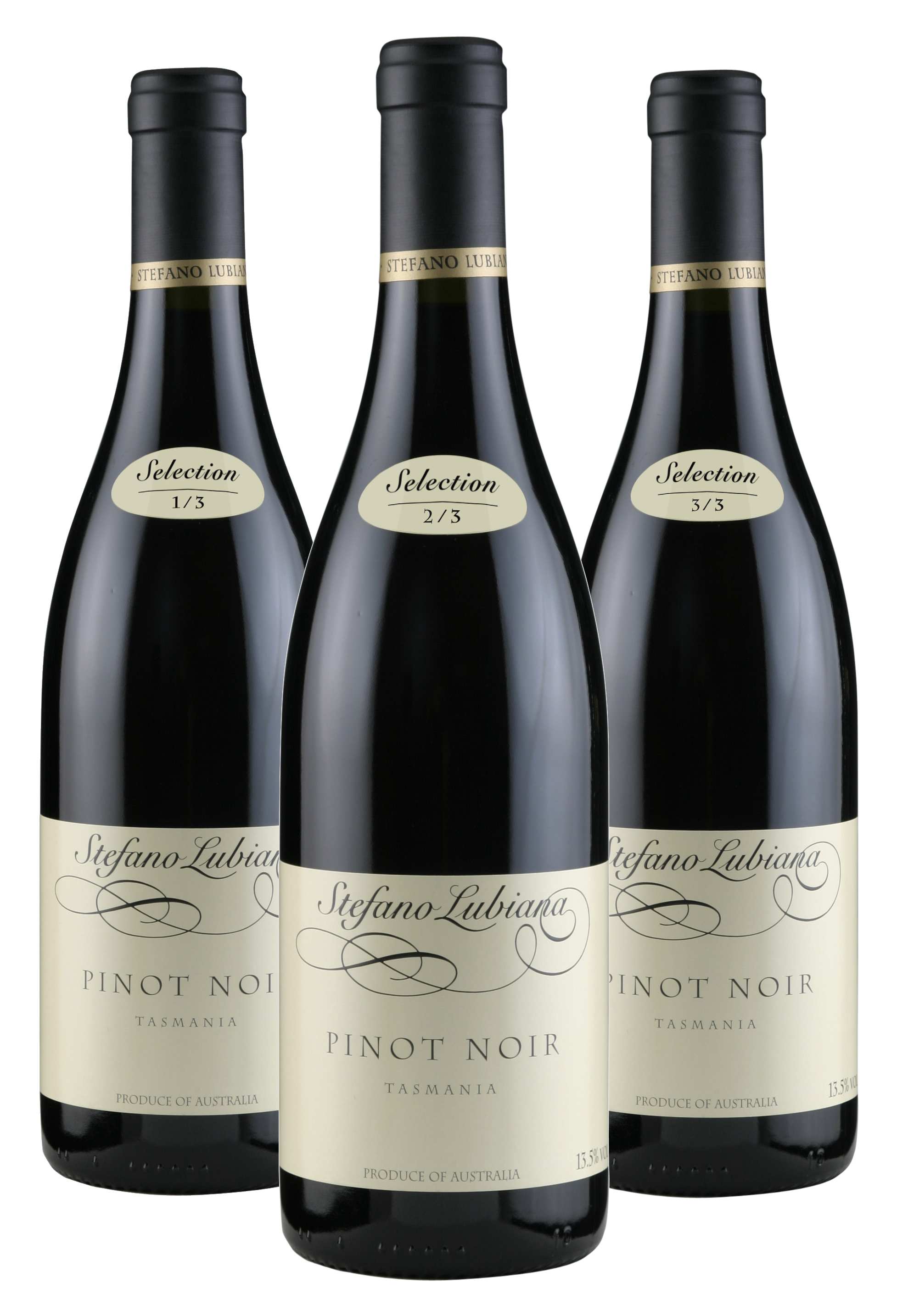
Vins biodynamiques de Stefano Lubiana au Graton Vineyard en Tasmanie

La Tasmanie a un climat plus frais et le potentiel pour faire des vins très différents que dans le reste du pays. Dans cette région le vignoble est principalement composé de Pinot noir, Chardonnay et Sauvignon blanc, avec quelques petites plantations de Riesling, Pinot gris et Cabernet Sauvignon. Le réchauffement climatique a eu des effets positifs sur la production du vin de Tasmanie, permettant à la plupart des raisins, depuis 2005, d'arriver à une maturité optimale, ce qui permet aux domaines de l'île de produire des vins remarquables.
Son climat frais a fait de la Tasmanie une région privilégiée pour la production de vin mousseux grâce à de nombreux producteurs venus de l'Australie. Même certaines maisons de Champagne comme Moët et Chandon et Louis Roederer utilisent les raisins de Tasmanie pour leurs vins mousseux australiens. La vinification des rieslings de Tasmanie donne des vins qui ont une grande similitude avec les vins de Moselle.

### Victoria

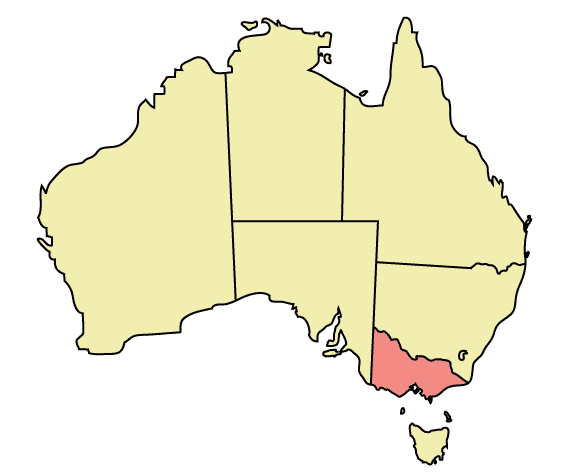
Victoria

- Alpine Valleys
- Beechworth
- Bendigo
- Geelong
- Gippsland
- Glenrowan
- Goulburn Valley
- Grampians
- Heathcote
- Henty
- King Valley
- Macedon Ranges
- Mornington Peninsula
- Nagambie Lakes
- Pyrenees
- Rutherglen
- Strathbogie Ranges
- Sunbury
- Upper Goulburn
- Yarra Valley
- King Valley

## Production
Après une forte croissance, le vignoble australien connait une stabilisation de sa surface depuis le début des années 2000 jusqu'en 2011, et décroit légèrement depuis cette date.
| Année | Production (Tonnes) | Surface (Hectares) | Rendement moyen (T/ha) |
| ----- | ------------------- | ------------------ | ---------------------- |
| 1995  | 768 800             | 73 000             | 10,53                  |
| 1996  | 1 086 300           | 81 000             | 13,41                  |
| 1997  | 943 100             | 90 000             | 10,48                  |
| 1998  | 1 112 200           | 99 000             | 11,23                  |
| 1999  | 1 265 500           | 123 000            | 10,29                  |
| 2000  | 1 311 400           | 140 000            | 9,37                   |
| 2001  | 1 546 000           | 148 000            | 10,45                  |
| 2002  | 1 753 900           | 159 000            | 11,03                  |
| 2003  | 1 469 900           | 157 000            | 9,36                   |
| 2004  | 2 015 000           | 164 000            | 12,29                  |
| 2005  | 2 026 500           | 167 000            | 12,13                  |
| 2006  | 1 981 200           | 169 000            | 11,72                  |
| 2007  | 1 370 700           | 174 000            | 7,88                   |
| 2008  | 1 837 000           | 173 000            | 10,62                  |
| 2009  | 1 683 600           | 177 000            | 9,51                   |
| 2010  | 1 533 200           | 171 000            | 8,97                   |
| 2011  | 1 548 600           | 170 000            | 9,11                   |
| 2012  | 1 639 200           | 162 000            | 10,12                  |
| 2013  |                     | 157 000            |                        |
| 2014  |                     | 154 000            |                        |
| 2015  |                     | 149 000            |                        |

## Encépagement
| Variété               | Surface en hectares (2004) | Surface en hectares (2005) | Surface en hectares (2006) | Surface en hectares (2007) | Surface en hectares (2008) |
| --------------------- | -------------------------- | -------------------------- | -------------------------- | -------------------------- | -------------------------- |
| Syrah                 | 39 182                     | 40 508                     | 41 115                     | 43 417                     | 43 977                     |
| Cabernet Sauvignon    | 29 313                     | 28 621                     | 28 103                     | 27 909                     | 27 553                     |
| Merlot                | 10 804                     | 10 816                     | 10 593                     | 10 790                     | 10 764                     |
| Pinot noir            | 4 424                      | 4 231                      | 4 254                      | 4 393                      | 4 490                      |
| Grenache              | 2 292                      | 2 097                      | 2 025                      | 2 011                      | 2 011                      |
| Mourvèdre             | 1 040                      | 963                        | 875                        | 794                        | 785                        |
| Autres cépages rouges | 11 235                     | 10 797                     | 7 002                      | 11 309                     | 10 902                     |
| Total                 | 98 290                     | 98 033                     | 93 967                     | 100 623                    | 100 402                    |

| Variété               | Surface en hectares (2004) | Surface en hectares (2005) | Surface en hectares (2006) | Surface en hectares (2007) | Surface en hectares (2008) |
| --------------------- | -------------------------- | -------------------------- | -------------------------- | -------------------------- | -------------------------- |
| Chardonnay            | 28 008                     | 30 507                     | 31 219                     | 32 151                     | 31 564                     |
| Sémillon              | 6 278                      | 6 282                      | 6 236                      | 6 752                      | 6 716                      |
| Sauvignon Blanc       | 3 425                      | 4 152                      | 4 661                      | 5 545                      | 6 404                      |
| Riesling              | 4 255                      | 4 326                      | 4 400                      | 4 432                      | 4 400                      |
| Autres cépages blancs | 23 925                     | 23 365                     | 17 683                     | 24 303                     | 23 109                     |
| Total                 | 65 891                     | 68 630                     | 64 199                     | 73 183                     | 72 193                     |

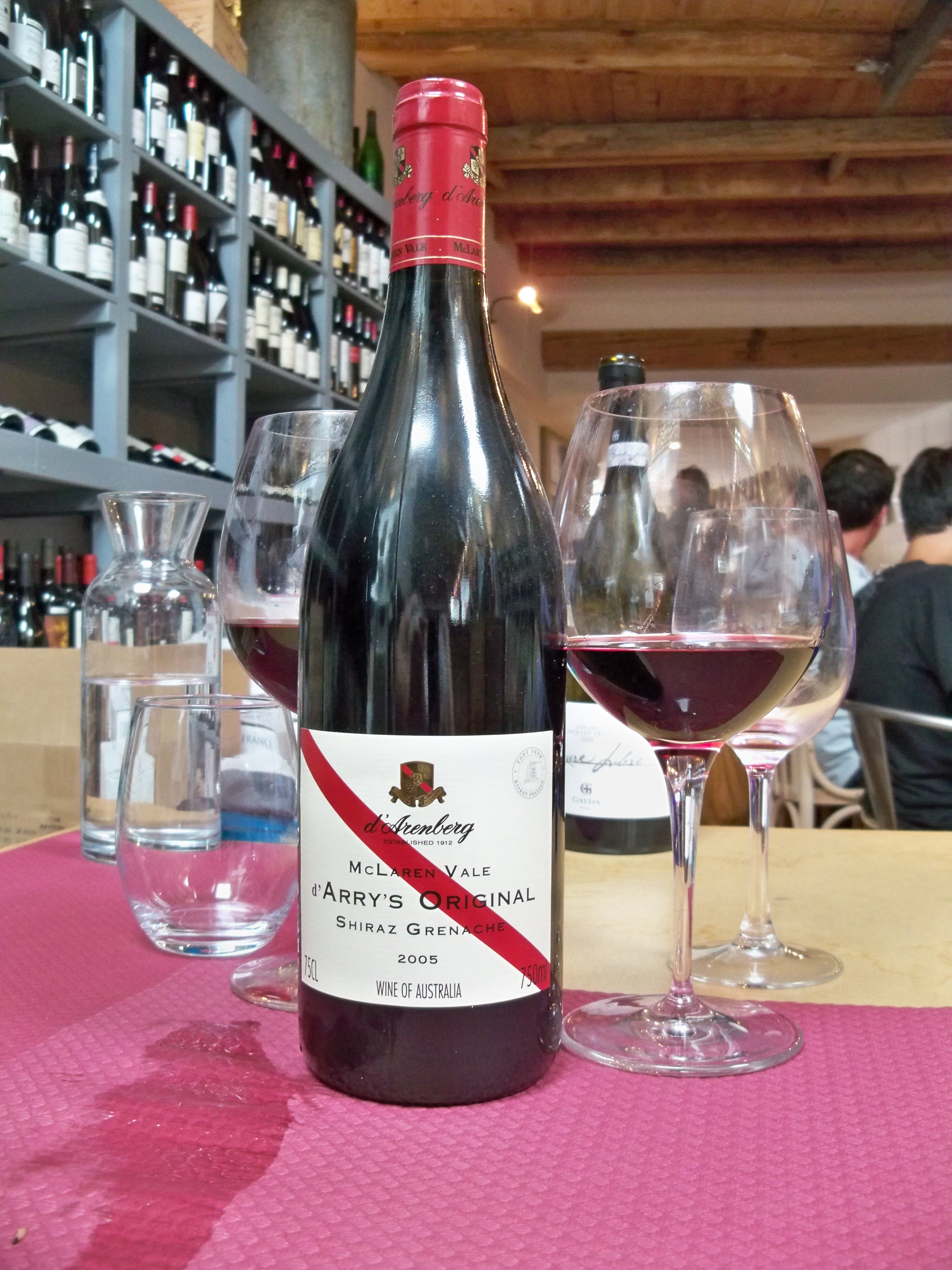
Mc Laren Vale, shiraz, grenache, 2005.

Outre les cépages les plus cultivés en blanc et en rouge dans les tableaux ci-dessus, on peut citer les variétés mineures suivantes, avec leur surface plantée (2007) : 
- Gewurztraminer (842 hectares)
- Mourvèdre (795 hectares)
- Chenin blanc (684 hectares)
- Cabernet franc (588 hectares)
- Sangiovese (479 hectares)
- Durif (451 hectares)
- Malbec (440 hectares)
- Tempranillo (312 hectares)
- Ugni blanc (226 hectares)
- Muscat blanc à petits grains (226 hectares)
- Tarrango (201 hectares)
- Muscat rouge à petits grains (200 hectares)
- Marsanne (199 hectares)
- Muscadelle (197 hectares)
- Barbera (163 hectares)
- Pinot Meunier (126 hectares)
- Crouchen (101 hectares)
- Nebbiolo (97 hectares)
- Doradillo (96 hectares)
- Aglianico